# Gustaf Tham (ostindiefarare)
Gustaf Tham,  född 1724 i Göteborg (döpt 10 juli 1724), död 17 september 1781 i Göteborg, var en svensk ostindiefarare och direktör vid Svenska Ostindiska Companiet. Han var först superkargör på kompaniets fartyg Enigheten 1757–1758 och Prins Carl 1760–1761 samt 1763–1764. Han var sedan kapten på fartyget Lovisa Ulrica 1766–1768 och blev därefter utnämnd till direktör vid Ostindiska kompaniet.
Tham var gift från 1761 med Christina Maria Grill (1739–1818), dotter till direktören i Ostindiska kompaniet, Abraham Grill och Anna Maria Grill, född Petersén.